# Mississagi River Provincial Park
Mississagi River Provincial Park är en park i Kanada.   Den ligger i provinsen Ontario, i den sydöstra delen av landet, 500 km väster om huvudstaden Ottawa. Mississagi River Provincial Park ligger 442 meter över havet.
Terrängen runt Mississagi River Provincial Park är huvudsakligen platt. Mississagi River Provincial Park ligger nere i en dal. Trakten runt Mississagi River Provincial Park är nära nog obefolkad, med mindre än två invånare per kvadratkilometer.. Det finns inga samhällen i närheten. 
I omgivningarna runt Mississagi River Provincial Park växer i huvudsak blandskog.